# Winair
Winair es la abreviación para Windward Islands Airways, la aerolínea estatal de San Martín. La compañía fue fundada en 1961 por Georges Greax, y actualmente cuenta con una flota de 6 aeronaves activas y opera a 23 destinos en diversas partes del Caribe y Europa.
La sede de la compañía se encuentra en el Aeropuerto Internacional Princesa Juliana de Philipsburg, uno de los aeropuertos más peligrosos y famosos del mundo.

## Destinos
En abril de 2025, Winair opera vuelos regulares a los siguientes destinos:
| Países                       | Destinos       | Aeropuertos                                        | Notas                    |
| ---------------------------- | -------------- | -------------------------------------------------- | ------------------------ |
| Antigua y Barbuda            | Saint John     | Aeropuerto Internacional V. C. Bird                |                          |
| Aruba                        | Oranjestad     | Aeropuerto Internacional Reina Beatrix             | Operado por Air Antilles |
| Barbados                     | Bridgetown     | Aeropuerto Internacional Grantley Adams            |                          |
| Bonaire                      | Kralendijk     | Aeropuerto Internacional Flamingo                  | Operado por Air Antilles |
| Curazao                      | Willemstad     | Aeropuerto Internacional Hato                      | Operado por Air Antilles |
| Dominica                     | Marigot        | Aeropuerto Douglas–Charles                         | Operado por Air Antilles |
| Islas Vírgenes Británicas    | Road Town      | Aeropuerto Internacional Terrance B. Lettsome      |                          |
| Martinica                    | Fort-de-France | Aeropuerto Internacional de Martinica Aimé Césaire |                          |
| Saba                         | The Bottom     | Aeropuerto Juancho E. Yrausquin                    |                          |
| San Bartolomé                | Gustavia       | Aeropuerto Gustaf III                              |                          |
| San Cristóbal y Nieves       | Basseterre     | Aeropuerto Internacional Robert L. Bradshaw        |                          |
| San Cristóbal y Nieves       | Charlestown    | Aeropuerto Internacional Vance W. Amory            |                          |
| San Eustaquio                | Oranjestad     | Aeropuerto F. D. Roosevelt                         |                          |
| Santa Lucía                  | Castries       | Aeropuerto George F. L. Charles                    |                          |
| San Martín                   | Philipsburg    | Aeropuerto Internacional Princesa Juliana          | HUB                      |
| San Vicente y las Granadinas | Kingstown      | Aeropuerto Internacional de Argyle                 |                          |

### Acuerdos de código compartido
Winair tiene acuerdos de código compartido con las siguientes aerolíneas:
- Air Antilles Express
- Air Caraibes
- Air France
- British Airways
- Caribbean Airlines
- Copa Airlines
- Corsair International
- Delta Airlines
- KLM
- United Airlines
- Virgin Atlantic Airways

## Flota
La flota de Winair está compuesta por cuatro aeronaves De Havilland Canadá DHC-6 Twin Otter serie -300, con una edad promedio de 41,8 años, y tres aeronaves ATR 42, con una edad media de 12,5 años.

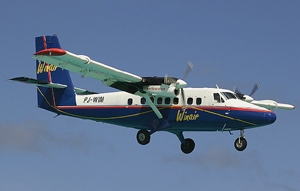
Un Twin Otter de Winair aterrizando

| Aeronaves                            | En servicio | Pedidos | Pasajeros                                          | Matrículas                                         | Antigüedad                                         |
| ------------------------------------ | ----------- | ------- | -------------------------------------------------- | -------------------------------------------------- | -------------------------------------------------- |
| ATR 42                               | 3           | —       | 48                                                 | PJ-WIZ                                             | 17,5 años                                          |
| ATR 42                               | 3           | —       | 48                                                 | PJ-WIW                                             | 13,5 años                                          |
| ATR 42                               | 3           | —       | 48                                                 | PJ-WIV                                             | 13,3 años                                          |
| De Havilland Canadá DHC-6 Twin Otter | 5           | —       | 19                                                 | PJ-WIX                                             | 55,9 años                                          |
| De Havilland Canadá DHC-6 Twin Otter | 5           | —       | 19                                                 | PJ-WIQ                                             | 48,4 años                                          |
| De Havilland Canadá DHC-6 Twin Otter | 5           | —       | 19                                                 | PJ-WII                                             | 45,1 años                                          |
| De Havilland Canadá DHC-6 Twin Otter | 5           | —       | 19                                                 | PJ-WIP                                             | 42,3 años                                          |
| De Havilland Canadá DHC-6 Twin Otter | 5           | —       | 19                                                 | PJ-WIU                                             | 39 años                                            |
| Total                                | 8           | —       | Edad media de la flota (abril de 2025): 34,4 años. | Edad media de la flota (abril de 2025): 34,4 años. | Edad media de la flota (abril de 2025): 34,4 años. |

### Antigua flota
| Aeronaves               | Total | Introducido | Retirado | Matrículas              |
| ----------------------- | ----- | ----------- | -------- | ----------------------- |
| Britten-Norman Islander | 3     | 2003        | 2009     | PJ-BIW, PJ-CIW y PJ-AIW |
| NAMC YS-11              | 3     | 1990        | 1991     | P4-KFA, N109MP y PJ-WIK |